# Sens
Sens [san] je malé historické město v severním Burgundsku, département Yonne, asi 100 km jihovýchodně od Paříže. Leží na řece Yonne, je sídlem arcibiskupství Sens a místem slavné gotické katedrály sv. Štěpána, jedné z nejstarších vůbec.

## Historie
V římské době se zmiňuje Agedincum jako středisko Sennonů, kde roku 53 př. n. l. přezimoval César se svým vojskem. Později bylo město opevněno a část hradeb se zachovala. Jižně od města byly zbytky pevnosti patrné ještě v 19. století, ve svatyni byly objeveny mozaiky a různé předměty, dnes v muzeu. Podle legendy zde byla ve 3. století popravena svatá Colomba, protože se odmítla provdat za syna císaře Aureliána.
Počátkem 6. století zde založila Theudechild, dcera krále Theudericha I. ženský klášter, který roku 999 převzali benediktinští mniši. Roku 732 vyplenili město Maurové, kteří přitáhli údolím Rhony až do Sens. Roku 1135 začalo město stavět novou katedrálu sv. Štěpána, jednu z prvních v gotickém slohu. V letech 1162-1165 zde žil v azylu papež Alexandr III. a několik let vyhnanství zde strávil také Tomáš Becket. Roku 1234 se v Sens konala svatba krále Ludvíka IX. Svatého, oddávajícím byl místní arcibiskup Gautier Cornut.
Za náboženských válek v 16. století město silně utrpělo a začalo ztrácet význam, hlavně vzhledem k rostoucímu vlivu Paříže. Za revoluce byl zbořen středověký klášter i s kostelem.

## Pamětihodnosti
- Katedrála svatého Štěpána, založená roku 1135, se slavnými vitrážemi.
- Arcibiskupský palác, dnes muzeum s bohatými sbírkami středověkého umění.
- „Abrahamův dům“, hrázděná stavba z 16. století; dřevěný nárožní sloup znázorňuje rodokmen Ježíšův, o němž se lidé domnívali, že sahá až k Abrahamovi.

## Doprava
Sens má velmi dobré pravidelné vlakové spojení s Paříží (doba jízdy asi 50 min.), vlaky TGV je spojují s Marseille a s Melunem. Městskou dopravu obstarává 9 autobusových linek.

## Osobnosti města
- Bacary Sagna (* 1983), fotbalista Arsenal FC
- Louis-Savinien Dupuis (1806-1874), kněz a misionář

## Partnerská města
- Chester, Anglie, Spojené království, 1994
- Lörrach, Bádensko-Württembersko, Německo, 1966
- Senigallia, Itálie, 1981

## Galerie

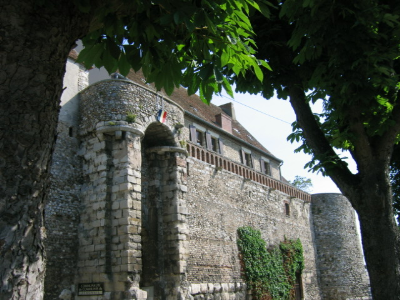
Zbytky starověkých hradeb
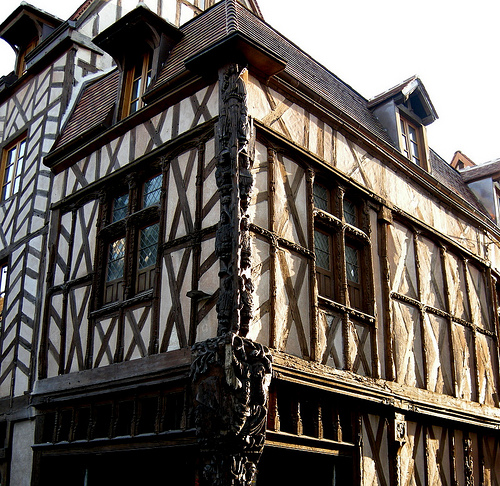
Tzv. Abrahamův dům (16. stol.)
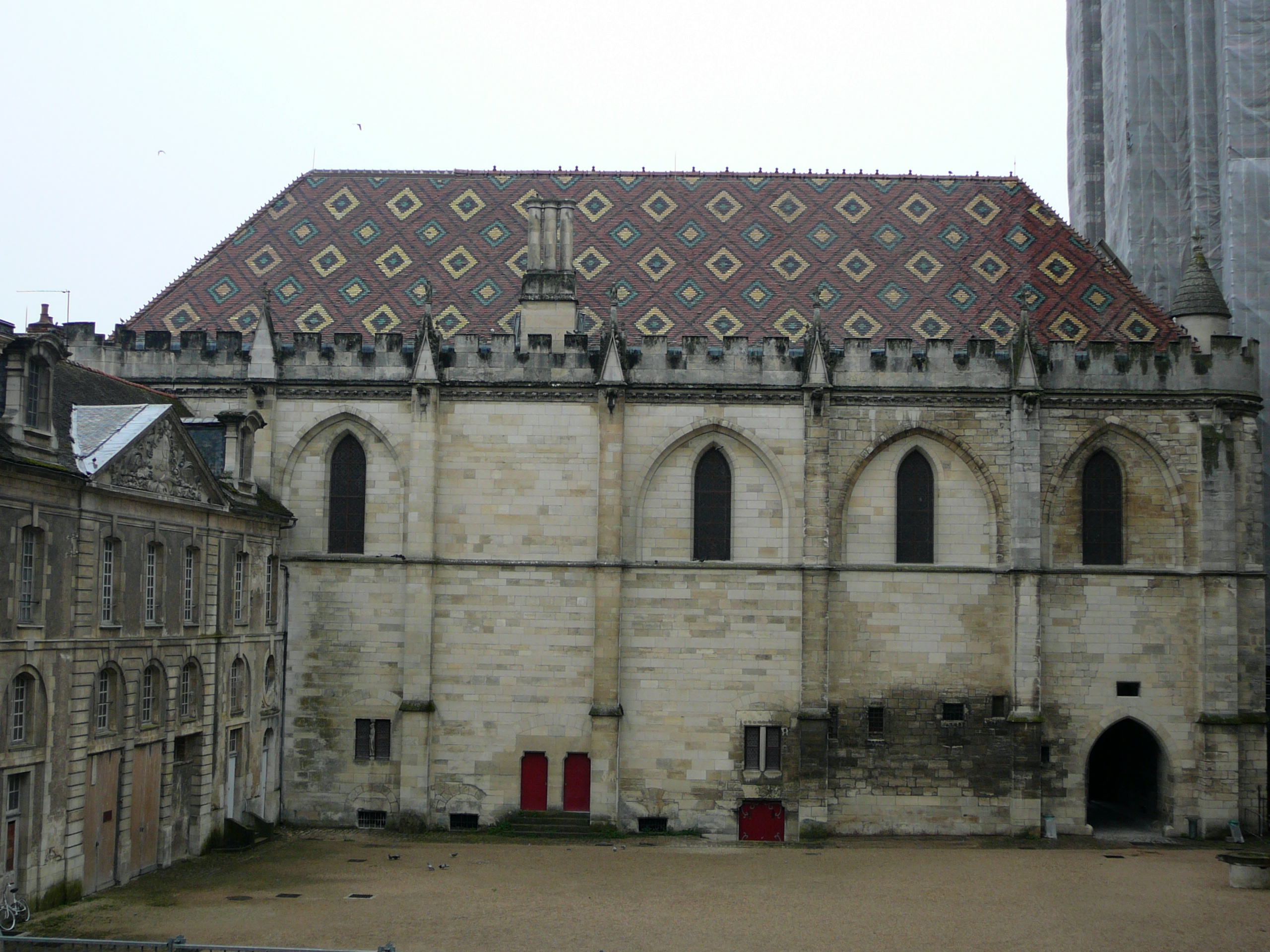
Synodální palác (12. stol.)
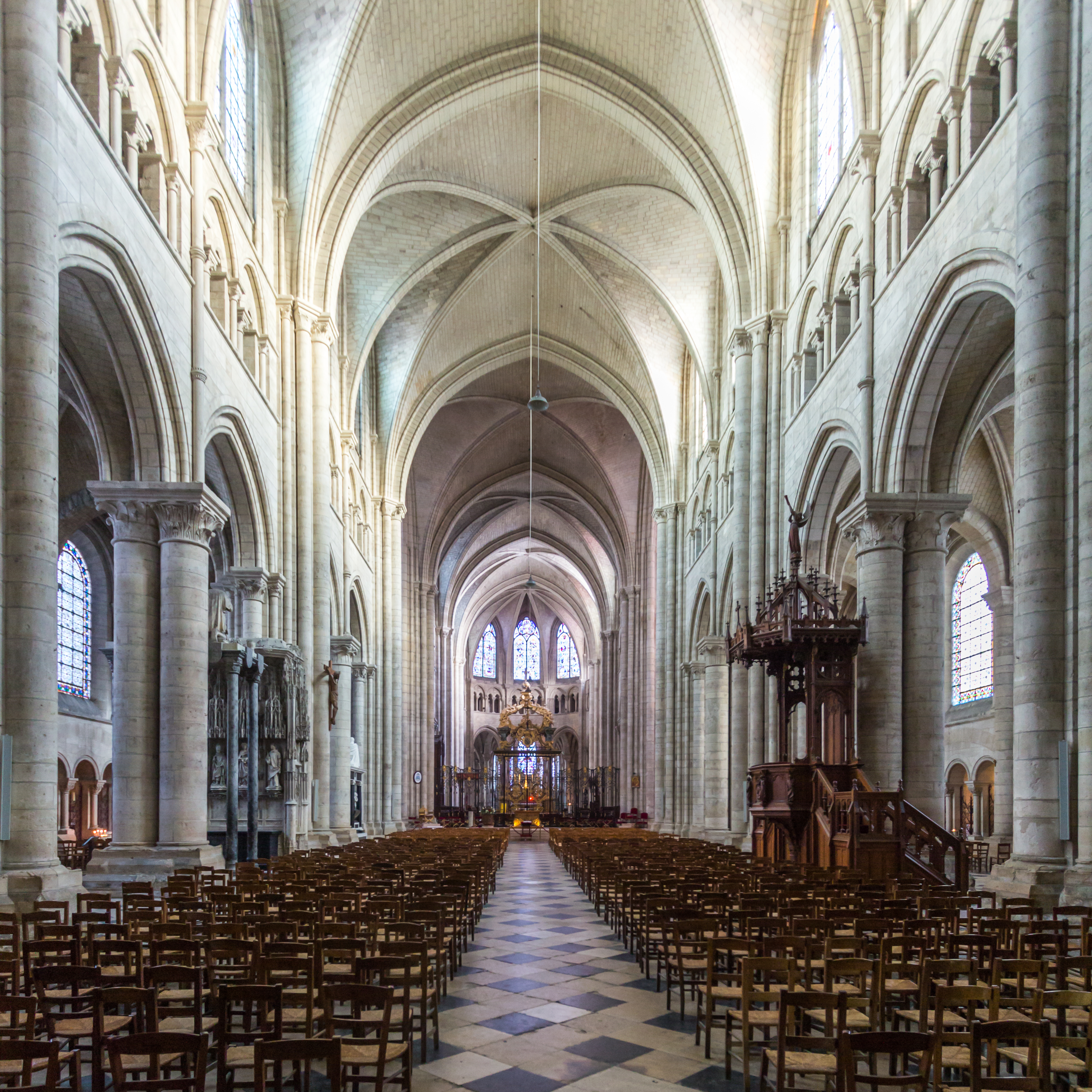
Interiér katedrály (12. stol.)